# Прилипко, Александр Викторович
Александр Викторович Прилипко — советский хозяйственный, государственный и политический деятель, Герой Социалистического Труда.

## Биография
Родился в 1908 году в Запорожье. Член КПСС с 1930 года.
С 1923 года — на хозяйственной, общественной и политической работе. В 1923—1971 гг. — курьер в Бериславском райисполкоме Херсонской области, письмоносец, преподаватель физкультуры, рабочий, инструктор, ответственный работник Бериславского райкома КП(б) Украины, участник Великой Отечественной войны, оперуполномоченный отдела контрразведки НКО «СМЕРШ» 9-й гвардейской истребительной авиационной дивизии 2-й воздушной армии, первый секретарь Генического райкома КП(б)У Херсонской области, первый секретарь Херсонского горкома Компартии Украины, председатель Херсонского областного совета профсоюзов.
Указом Президиума Верховного Совета СССР от 26 февраля 1958 года присвоено звание Героя Социалистического Труда с вручением ордена Ленина и золотой медали «Серп и Молот».
Делегат XXII и XXIII съездов КПСС.
Умер в Херсоне в 1986 году.